# Tanikaze
Il Tanikaze (谷風? lett. "Vento montano nella valle") è stato un cacciatorpediniere della Marina imperiale giapponese, sedicesima unità della classe Kagero. Fu varato nel novembre 1940 dal cantiere navale Fujinagata, a Osaka.
Appartenente alla 17ª Divisione, accompagnò la flotta di portaerei del viceammiraglio viceammiraglio Chūichi Nagumo dall'attacco di Pearl Harbor fino alla disfatta delle Midway (4-6 giugno 1942). Poco dopo seguì il grosso delle flotte da battaglia a Truk e, con i gregari, fu coinvolto nella campagna di Guadalcanal, proteggendo anche le portaerei durante la battaglia delle isole Santa Cruz (25-26 ottobre); fu altresì attivo nei viaggi del Tokyo Express e nel trasferire forze in Nuova Guinea. Dopo aver contribuito allo sgombero finale di Guadalcanal concluse alcune missioni di trasporto truppe nelle isole Salomone, combattendo nella battaglia del Golfo di Kula (5-6 luglio 1943). Per il resto dell'anno e i primi mesi del 1944 operò spesso in difesa del traffico marittimo, di unità da guerra o di convogli di petroliere, spostandosi progressivamente verso le Filippine e il Borneo dove era ubicate le nuove basi avanzate della marina. Il 9 giugno, non lontano dall'ancoraggio di Tawi Tawi, fu silurato da un sommergibile in uno stretto passaggio marittimo e affondò con metà equipaggio.

## Servizio operativo

### Costruzione
Il cacciatorpediniere Tanikaze fu ordinato nell'anno fiscale edito dal governo giapponese nel 1937. La sua chiglia fu impostata nel cantiere navale dell'arsenale di Fujinagata, a Osaka, il 18 ottobre 1939 e il varo avvenne il 1º novembre 1940; fu completato il 25 aprile 1941. La nave formò con i gemelli Urakaze, Isokaze e Hamakaze la 17ª Divisione cacciatorpediniere, posta alle dipendenze della 1ª Squadriglia della 1ª Flotta.

### 1941-1942
Passato al comando del capitano di fregata Motoi Katsumi, il Tanikaze salpò da Saeki con il resto della divisione d'appartenenza il 18 novembre 1941 e arrivò il 22 alla baia di Hitokappu, sull'isola di Etorofu: qui si radunò la 1ª Flotta aerea del viceammiraglio Chūichi Nagumo per effettuare l'attacco di Pearl Harbor. Il Tanikaze e i gregari rimasero a protezione delle portaerei nel corso dell'andata, delle operazioni aeree e della traversata di ritorno; tuttavia il Tanikaze e l'Urakaze seguirono la 2ª Divisione portaerei (Soryu, Hiryu) che era stata dirottata sull'isola di Wake allo scopo di fornire appoggio aereo per il secondo assalto anfibio: le navi rientrarono il 29 dicembre a Kure. L'8 gennaio 1942 il Tanikaze salpò con la divisione sempre per scortare le portaerei, questa volta dirette alla grande base di Truk in pieno oceano e raggiunta il 14; da qui la 1ª Flotta aerea al completo partì il 20 e lanciò un attacco aereo su Rabaul in Nuova Britannia. Tre giorni dopo vigilò sulle sole Akagi e Kaga che lanciarono attacchi a Rabaul e Kavieng, prima di rientrare il 27 a Truk. Tra il 31 gennaio e il 1º febbraio notizie di raid aeronavali statunitensi contro le isole Marshall provocarono la rapida partenza verso est della 1ª Flotta aerea per dare battaglia, ma senza esito. La squadra diresse dunque per le isole Palau, ove si fermò l'8 febbraio per riorganizzarsi, quindi ripartì per condurre il bombardamento di Darwin (Australia) il 19 febbraio; infine gettò le ancore il 21 nella da poco conquistata baia Staring a Celebes. Le scortò pochi giorni dopo nello spostamento a sud dell'isola di Giava per perfezionarne il blocco aeronavale e, assieme agli altri gregari, affiancò le navi da battaglia veloci Kongo e Haruna: le grandi unità bombardarono il 7 l'Isola di Natale e tornarono indietro con i cacciatorpediniere, che si fermarono l'11 alla baia Staring. Da qui il Tanikaze si preparò con il resto della squadriglia per l'incursione giapponese nell'Oceano Indiano. La flotta salpò il 27 marzo e, nella prima metà di aprile, i velivoli giapponesi colpirono duramente Ceylon, ma la Eastern Fleet britannica non si fece vedere in forze e pertanto Nagumo tornò indietro. Il 10 aprile, proprio in chiusura alle operazioni, il Tanikaze e la 17ª Divisione furono trasferiti all'appena attivata 10ª Squadriglia che rimpiazzava nell'organico della 1ª Flotta aerea la 1ª Squadriglia. Il 27 aprile il Tanikaze tornò finalmente a Kure, attraccò e fu oggetto di approfondita manutenzione. Verso la fine di maggio seguì il resto della flotta d'appartenenza che combatté il grosso della battaglia delle Midway; il cacciatorpediniere contribuì agli sbarramenti contraerei ma poté fare poco quando una quarantina di bombardieri in picchiata crivellò, in tempi diversi, le quattro portaerei presenti. Ricevette istruzioni da Nagumo di assistere la Hiryu e, nel caso, di affondarla dopo aver salvato l'equipaggio, compiti che dovette alla fine eseguire la mattina del 5 giugno – sebbene la portaerei non affondò che ore più tardi. Mentre navigava verso ovest per riunirsi alla flotta, fu attaccato da grosse formazioni imbarcate appartenenti alla USS Enterprise e alla USS Hornet (che lo avevano scambiato per un incrociatore leggero): il capitano Katsumi manovrò con tale abilità il cacciatorpediniere che nessuna bomba giunse a segno. Tuttavia un ordigno esploso verso poppa sventagliò con numerose schegge le sovrastrutture e una penetrò nella torretta numero tre, innescando una granata. La torretta esplose e i sei uomini nella camera di combattimento rimasero uccisi.
Tornato in Giappone e riparato, il 14 luglio il Tanikaze e il resto della squadriglia passarono alla 3ª Flotta, erede della disarticolata 1ª Flotta aerea e sempre al comando del viceammiraglio Nagumo. L'addestramento della nuova squadra fu interrotto dalla notizia degli sbarchi statunitensi a Guadalcanal; l'8 agosto il Tanikaze partì da Kure, fece una tappa a Saipan e arrivò il 18 alla base di Truk: caricò a bordo un certo numero di soldati e li fece scendere nottetempo a Guadalcanal, rientrando a Truk il 20. Fu quindi aggregato alla forza d'invasione per la baia di Milne sulla punta orientale della Nuova Guinea e, il 25 agosto, vigilò sugli sbarchi; quindi a fine mese trasportò altri nuclei di fanteria nella baia, poi fu dirottato alle isole Shortland dove si fermò il 31. Il giorno successivo completò un viaggio del Tokyo Express a Guadalcanal senza incidenti e, il 4 settembre, lasciò l'arcipelago con un convoglio che si fermò a Rabaul il 6. Il Tanikaze proseguì sino a Truk e per oltre due mesi rimase sempre con le unità maggiori che, regolarmente, uscivano per pattugliare in forze le acque a nord delle isole Salomone. Durante la battaglia delle isole Santa Cruz (25-26 ottobre) navigò nella "Forza d'avanguardia" del contrammiraglio Hiroaki Abe: non ebbe alcun ruolo particolare e, al termine dello scontro, fu incaricato con l'Urakaze di scortare il danneggiato incrociatore pesante Chikuma a Truk, toccata il 29 ottobre. Il 2 novembre partì di scorta alla portaerei Zuiho e dell'incrociatore pesante Kumano, arrivando cinque giorni dopo a Kure; si ormeggiò e fu riparato e revisionato. Tra il 22 novembre e il 4 dicembre vigilò sul Kumano che trasferì truppe a Manila prima di gettare le ancore a Rabaul, ma il Tanikaze proseguì per le Shortland: da questa base avanzata intraprese, il 7 e 11 dicembre, due missioni di rifornimento alla volta di Guadalcanal, la prima delle quali fallì per l'opposizione di motosiluranti statunitensi. Il 16 e 21 dicembre, invece, effettuò trasporti truppe alla base di Munda in Nuova Georgia. Dopo aver aiutato l'Urakaze nell'assistenza al cacciatorpediniere Uzuki, silurato fuori Rabaul, vigilò con altre unità sul trasferimento di altri reparti da Rabaul alla Nuova Georgia (26-27 dicembre).

### 1943
Il 5 gennaio 1943 la 17ª Divisione al completo più il Maikaze prese il mare da Rabaul per accompagnare un convoglio a Lae in Nuova Guinea e l'operazione riuscì, pur a prezzo di due trasporti affondati in attacchi aerei. Si spostarono poi alle Shortland da dove il 14 intrapresero una missione del Tokyo Express; essa riuscì, ma la mattina seguente le navi furono attaccate e il capitano Katsumi rimase ucciso dalle schegge di bombe esplose molto vicino al Tanikaze che, perciò, tornò provvisoriamente a Rabaul: fu riparato e il comando fu assunto dal capitano di fregata Kiyoshi Tomura. Il 26 gennaio il Tanikaze era di nuovo operativo e il 28 partecipò allo sbarco di un presidio alle isole Russell, in vista dell'imminente evacuazione di Guadalcanal, svoltasi in tre fasi a inizio febbraio: il Tanikaze contribuì agli sgomberi del 1º e 4 febbraio, mentre la notte del 7, con l'Isokaze e altre unità sorelle, coprì il ritiro del presidio. Tornò a Rabaul con le altre navi e il 14 febbraio si fermò a Truk, base dalla quale continuò a operare in funzione di difesa al traffico marittimo fino a Rabaul e alle isole Palau. Tra il 6 e il 20 aprile, con naviglio minore, fu di scorta a un convoglio che trasferì parte della 20ª Divisione fanteria a Wewak in Nuova Guinea; gettò le ancore alle Palau il 24 e, il giorno successivo, passò al comando del capitano di fregata Shinichirō Maeda, che il 26 salpò per tornare a Truk: prese in consegna una petroliera e l'accompagnò fino a Iwo Jima, per poi rimanere nella zona fino a metà maggio impegnato in pattugliamenti antisommergibile che lo portarono fino a Saipan. Da qui partì con un numeroso convoglio che arrivò senza incidenti a Yokosuka il 18, dove si ancorò per una revisione completa e approfondita. In questa occasione il Tanikaze rinunciò agli impianti binati di cannoni Type 96 da 25 mm, posti ai lati del fumaiolo posteriore, per due installazioni triple; una coppia di Type 96 fu invece aggiunta davanti alla torre di comando, su una piattaforma appositamente costruita. L'albero tripode prodiero fu rinforzato e, alla parte superiore, fu aggiunta una piccola piattaforma per ospitare un radar Type 22 utile per rilevare bersagli di superficie: attorno alla parte inferiore fu invece costruita una piccola camera per gli operatori.

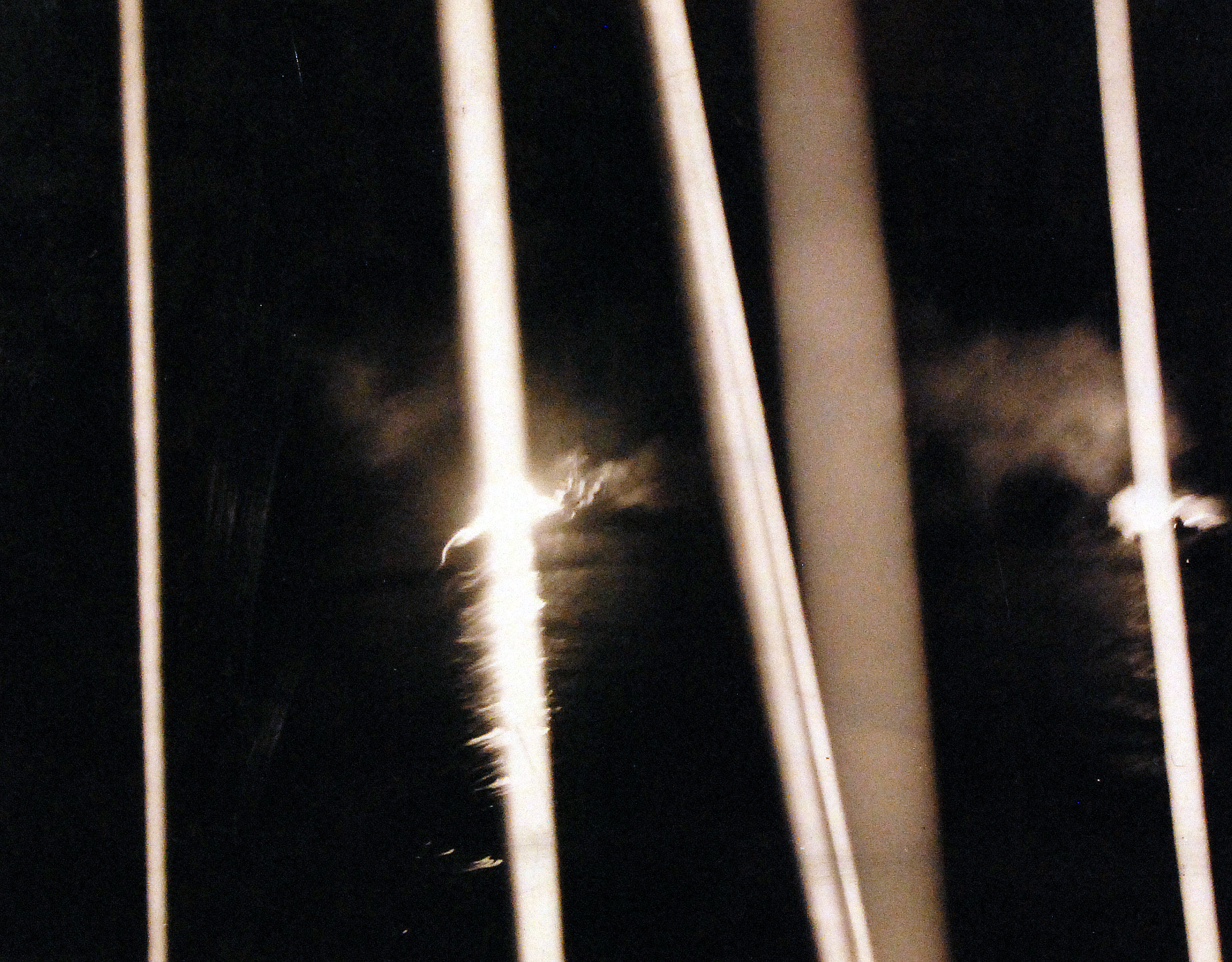
Nella notte del 5-6 luglio 1943 i siluri del Tanikaze e di altri cacciatorpediniere devastano l'incrociatore statunitense Helena

Il Tanikaze salpò il 16 giugno alla volta di Truk inquadrato in una formazione più grande, che giunse a destinazione il 21; ripartì già il giorno dopo per vigilare sugli incrociatori leggeri Naka e Isuzu impegnati a trasportare truppe a Nauru e tornare alla base. Il 30 giugno prese il mare con l'incrociatore pesante Chokai, fece tappa a Rabaul dove lo lasciò e proseguì fino alle isole Shortland, dove fu subito integrato in un'urgente missione del Tokyo Express diretta alla Nuova Georgia. Costituì con altri cacciatorpediniere la squadra di protezione per le unità cariche di uomini e, nella notte del 5-6 luglio, respinse una formazione statunitense: i siluri lanciati in quell'occasione contribuirono all'affondamento dell'incrociatore leggero USS Helena. Colpito da un singolo proietto rimasto inesploso, partecipò alla missione di trasporto truppe del 9 luglio, coronata dal successo. Il 13 luglio fu richiamato a Truk e ne partì il 15 di scorta alla portaerei Junyo fino a Kure, dove fu riparato. Si spostò a Saeki, vi attese la Junyo e la difese nell'andata e ritorno da Singapore, viaggio conclusosi senza incidenti l'11 settembre. Tra il 19 e il 24 fu nuovamente di scorta alla portaerei, che trasferì truppe da Iwakuni a Truk; due giorni dopo fu invece assegnato alla difesa ravvicinata degli incrociatori leggeri Kiso e Tama, che fecero scendere nuclei di fanteria all'atollo di Ponape prima di rientrare il 28 alla base. Il 17 ottobre questi incarichi di routine furono interrotti da un'uscita in forze della flotta da battaglia, che fece rotta per l'atollo di Eniwetok allo scopo di anticipare possibili incursioni della Quinta Flotta statunitense; il Tanikaze era tra i cacciatorpediniere coinvolti ma, siccome non si materializzò alcuna nave americana, tornò il 26 a Truk con le altre unità. Il 31 ottobre, coadiuvato dai cacciatorpediniere Akebono, Suzukaze e Umikaze accompagnò le portaerei Junyo, Unyo, le navi da battaglia Yamashiro, Ise e l'incrociatore pesante Tone sino a Kure (6 novembre), dove poté sottoporsi a manutenzione; cambiò nuovamente comandante due giorni più tardi, passando agli ordini del capitano di corvetta Shunsaku Ikeda. Il personale dei cantieri rimosse la torretta sopraelevata di poppa e la sostituì con due installazioni triple di Type 96 da 25 mm; i paramine furono tolti, la riserva di bombe di profondità fu accresciuta a trentasei e furono aggiunte attrezzature per meglio manovrare gli ordigni.
Tra il 26 novembre e il 12 dicembre il Tanikaze effettuò andata e ritorno tra Yokosuka e Truk in difesa della portaerei Shokaku; in porto attese la grande corazzata Yamato e la scortò alla base oceanica (25 dicembre). Da qui salpò il 29 con gli incrociatori pesanti Kumano e Suzuya, incaricati di spostare truppe a Kavieng e tornare in rada.

### 1944 e l'affondamento
Il 2 gennaio 1944 il Tanikaze uscì urgentemente dalla laguna per prestare aiuto a una petroliera silurata e, poi, per coprire l'incrociatore Naka che rimorchiò la nave cisterna al sicuro. Assegnato allo schermo di un convoglio di petroliere, il Tanikaze lo accompagnò nell'andata e ritorno tra Truk e le isole Palau (10-27 gennaio); dall'inizio di febbraio, invece, fu tra i numerosi cacciatorpediniere che protessero il trasferimento a scaglioni della flotta da battaglia alle isole Palau e, talvolta, arrivando sino alle isole Lingga. L'11 marzo salpò da questo arcipelago di scorta a un convoglio che fece una breve tappa alle Palau prima di fermarsi a Davao il 1º aprile. Pochi giorni dopo passò a difendere un altro assembramento di unità mercantili e/o cisterniere che partì l'8 aprile, eseguì fermate a Tarakan e Balikpapan e gettò le ancore il 26 a Saipan. Tre giorni dopo il Tanikaze ripartì seguendo il percorso inverso ma, in questo caso, le navi da carico si fermarono all'ancoraggio di Tawi Tawi, sito a nord-nord-est del Borneo e divenuto base avanzata per la Marina imperiale giapponese, che si attendeva di dover combattere una battaglia decisiva al largo della Nuova Guinea. Rimasto probabilmente a operare in quell'area nelle settimane successive, il 9 giugno il Tanikaze cadde vittima del sommergibile USS Harder mentre transitava per il canale Sibutu, tra l'omonima isola a ovest e Tawi Tawi a nord-est. Uno o più siluri lo centrarono e saltò in aria 90 miglia a sud-ovest di Basilan (5°42′N 120°41′E), uccidendo sul colpo 114 membri dell'equipaggio; l'unità sorella Urakaze si precipitò sul luogo del disastro e trasse in salvo 126 uomini. Tra i molti feriti vi era anche il capitano Ikeda, che morì due giorni più tardi per le troppo gravi lesioni.
Il 10 agosto 1944 il Tanikaze fu rimosso dalla lista del naviglio in servizio.